# Michail Ogonkov
Michail Ogonkov (Russisch: Михаил Павлович Огоньков) (Moskou, 24 juni 1932 – aldaar, 14 augustus 1979) was een voetballer en uit de Sovjet-Unie.

## Biografie
Ogonkov speelde zijn hele carrière bij Spartak Moskou, waarmee hij drie keer landskampioen werd.
Op 26 juni 1955 speelde hij voor het eerst voor het nationale elftal in een vriendschappelijke wedstrijd tegen Zweden, waar ook Edoeard Streltsov zijn debuut maakte en een hattrick scoorde. In de zomer van 1956 nam hij met de olympische selectie deel aan de Spelen in Melbourne waar de Sovjets de gouden medaille behaalden. In 1958 werden hij en zijn ploegmaat Boris Tatoesjin voor drie jaar uitgesloten van voetbal in de verkrachtingszaak van Edoeard Streltsov, die vijf jaar in de goelag moest doorbrengen. In 1961 ging hij terug voor Spartak spelen, maar lang duurde zijn terugkeer niet. In een wedstrijd tegen Kairat Alma-Ata blesseerde hij zich zo zwaar dat een nier verwijderd moest worden en hij afscheid moest nemen van het voetbal.
Hierna ging hij bij Spartak aan de slag met de jeugd. In augustus 1979 werd hij in zijn appartement dood teruggevonden, hij zou er al twee weken gelegen hebben. Zijn doodsoorzaak is onbekend.